# 法國全國丙組聯賽
法國全國丙組聯賽（法語：Championnat National 3，前稱法國業餘乙組錦標賽）是法國足球聯賽系統的第 5 级别。共有112支球隊，設有升降班制度，升班至法全國乙、降班至榮譽聯賽。

## 外部連結
- 法足總官網 （页面存档备份，存于）